# Encefalitida
Encefalitida čili zánět mozku je souhrnné označení pro zánětlivá onemocnění mozku, většinou infekční povahy. Projevuje se bolestmi hlavy, zvýšenou tělesnou teplotou, únavností, často ztuhlostí šíje (nuchální rigidita). V pokročilých případech příznaky zahrnují i křeče, třes, poruchy hybnosti, poruchy paměti, poruchy chování, poruchy vědomí (delirium, somnolence až kóma), halucinace či afázii. V některých případech nastává smrt.
Průběh onemocnění může být mírný, někdy zcela asymptomatický. Příčinou bývá nejčastěji bakteriální, virové nebo parazitické onemocnění (prvoci – mozková malárie aj.).
Zánět mozku je často doprovázen:
- zánětem mozkových blan – meningitidou, která je zánětem tří membrán (meningy, lat. meninges), které pokrývají mozek a míchu, a meningoencefalitidou, která je zánětem jak mozku, tak mening;
- zánětem míchy čili myelitidou (encefalomyelitidou, meningoencefalomyelitidou postihující meningy, mozek a míchu).

## Klasifikace

### Purulentní neboli hnisavé encefalitidy
(stafylokoky, streptokoky)
- život ohrožující (bez léčby smrtelné)
- bakteriální, amébová etiologie
- krátké inkubační období – několik dní
- prudký začátek, horečky, silné bolesti hlavy
- hluboké poruchy vědomí, meningeální příznaky

### Serózní, aseptické neboli nehnisavé encefalitidy
Mírnější serózní encefalitidy
- především virová, parazitární a bakteriální (obzvláště spirochéty) etiologie
- lymeská borrelióza, leptospiróza, syfilis, ehrlichiózy, chlamydiové infekce
- nejčastější – klíšťová meningoencefalitida (Česko)

Závažné serózní encefalitidy
- vzácné chřipkové encefalitidy – krvácivá povaha
- vzteklina, akutní zánět mozku vedoucí k rychlému úmrtí
- herpetické encefalitidy (herpesviry)
  - život ohrožující, hemoragicky-nekrotizující povaha
  - horečnaté stavy, psychózy, poruchy vědomí, katatonie
  - zanechává hluboká rezidua (poškození intelektových funkcí, pohybových funkcí)

Atypické encefalitidy
- tuberkulózní encefalitidy, listeriotické encefalitidy
- encephalitis lethargica (neznámá etiologie)
  - postencefalitický parkinsonismus

## Diagnóza, léčba a prognóza

### Diagnostika
Základním krokem ke správné diagnóze je především pečlivý rozbor likvoru včetně mikroskopického, sérologického vyšetření a vyšetření řetězové polymerázové reakce. Následuje využití elektroencefalografické a rentgenové techniky, CT a magnetická rezonance. Je rovněž doporučeno opakovat lumbální punkce a pravidelně ověřovat likvorové testy.
Analýza mozkomíšního moku obvykle vykazuje přítomnost pleiocytózy (mononukleární, v časném stadiu i polynukleární), zvýšený obsah bílkoviny, běžnou nebo mírně sníženou hladinu glukózy (TBC, mykózy, bakteriózy, amébové encefalitis).

### Léčba
- symptomatická péče (antipyretika, antikonvulziva atd.), případně JIP;
- za přítomnosti mozkového otoku – antiedematózní terapie;
- herpetické a nevirové encefalitis – specifické léčebné postupy.

### Prognóza a trvalé následky
Mírnější encefalitidy, mezi něž umisťujeme mj. klíšťovou meningoencefalitidu, většinou nezanechávají očividná rezidua, ačkoliv mohou zapříčinit neurastenické obtíže se spánkem, soustředěním nebo pohybovou koordinací. V ojedinělých případech mohou být i letální. Chronické, progresivní, herpetické či jiné akutní formy encefalitis (rubeola, spalničky) občas vyúsťují v rozličná neurodegenerativní onemocnění (nejčastěji demenci) a poruchy hybnosti (např. paréza, paralýza či chorea).
subakutní sklerotizující panecefalitida (SSPE)
- etiologie: virus spalniček přetrvávající v nervové tkáni
- postihuje děti, adolescenty a mladé dospělé
- velmi vzácné; vzniká postupně, obvykle dlouhá inkubační doba
- demence, poruchy chování, poruchy motoriky, ataxie, křeče
- smrtelné, úmrtí do jednoho roku až tří let

subakutní zarděnková panencefalitida
- klinickým obrazem se podobá SSPE

progresivní multifokální leukonecefalopatie
- etiologie: virus CJ (latentní výskyt u většiny populace)
- odumírání bílé hmoty mozkové, demyelinizace
- postihuje imunodeficientní jedince (AIDS aj.)
- vzácné, prognóza je obvykle nepříznivá
- demence, poruchy zraku, motoriky, poruchy osobnosti
- úmrtí do 3 až 6 měsíců

AIDS demence komplex
- etiologie: poškození bílé hmoty mozkové, subkortikální atrofie, HIV infekce mikroglií, makrofagických a mononukleárních element. Při některých příležitostech nazýván jako HIV encefalopatie či HIV neurokognitivní porucha
- postihuje 5–20 % AIDS pacientů; prodromální příznaky se občas projevují iritabilně-manickými poruchami nálady
- poruchy motoriky, pozornosti, bradyfrenie, demence, poruchy chování, extrapyramidové příznaky, parézy, křeče, inkontinence, psychózy
- smrtelné, úmrtí do jednoho roku až dvou let